# NGC 2690
NGC 2690 is een spiraalvormig sterrenstelsel in het sterrenbeeld Waterslang. Het hemelobject werd op 10 maart 1886 ontdekt door de Amerikaanse astronoom Lewis A. Swift.

## Synoniemen
- UGC 4647
- MCG 0-23-8
- ZWG 5.20
- PGC 24926